# 破墓
《破墓》（：／）是一部2024年上映的韩国超自然惊悚片，由《黑祭司們》、《娑婆诃》的导演張在現编剧并执导，崔岷植、金高銀、柳海真、李到晛主演。该片入选第74屆柏林影展“论坛单元”，当地时间2024年2月16日举行世界首映，2024年2月22日在韩国上映。
《破墓》在韩国上映7天后突破330万观影人次的损益平衡点，上映32天累计观影人次突破1,000万，成为2024年韓國電影市場第一部獲得千萬觀影人次的影片，也是第23部获得千万票房的韩国电影和韩国影史上最卖座的灵异片。

## 剧情概要
影片讲述接受巨额资金委托移葬可疑墓地的风水师和同行的葬仪师、巫女之间发生的奇异事件。

## 演员阵容
- 崔岷植 饰演 金尚德[13]

精通五行術數的资深风水师，有「虎眼」之稱。對自己的能力與操守非常自豪，受到身邊合作夥伴的信任和敬重，但其原則性強、保守固執，常令共事的人感到煩厭。他通过巫师花林接到巨额移葬的提议后，在墓地中感受到了可疑的征兆，最终破墓拉开了事件的序幕。
- 金高銀 饰演 李花林[14]

精通陰陽術數的巫堂，雖然年纪轻轻，但巫術知識理論與實力都是頂級的。愛財但內心富正義感。雖然嫌惡尚德的頑固執著，但當接到巨額又棘手的破墓生意，尚德的實力始終是她的不二之選。
- 柳海真 饰演 高荣根[15]

受僱於喪助公司的殯葬禮儀師。金相德的长期合作伙伴。專業、經驗豐富而且人脈很廣。性急又現實的生意人。
- 李到晛 饰演 尹峯吉[16]

花林身邊的助手男覡。曾经是棒球选手，因患神病而被家人離棄，求助於花林等的巫堂老師而終得解救。之後不顧眾人勸阻，決意跟隨花林，堅信與花林一起便可平安。
- 金善映 饰演 光心，巫女。花林師姐。見識過日本鬼的濫殺殘暴，又怕又恨。
- 金智安 饰演 朴慈惠，小巫女。[17]
- 金宰澈 饰演 朴志龍

生活在洛杉矶的房地产富豪家族玄孫。自從長兄在精神病院自殺後，開始受盡夢魘纏繞，心知因得来不易的兒子也正受同樣折磨，深怕愛子終會步上長兄後塵，故力排眾議，重金聘請花林化解。
- 郑尚哲 饰演 朴钟纯

朴志龍的父親，怨靈的第一个受害者，對父親充滿愧疚，自願應父亲「打开窗户」的要求，结果心脏被掏出而死亡。
- 洪书俊 饰演 陈会长，金相德和高荣根的客户。
- 鄭潤廈 饰演 朴志龍的妻子。之前兩次懷孕流產，本來不相信巫術，為救愛子無奈接受。
- 李荣兰 饰演 朴志龍的母亲。不理解丈夫及子孫所受之苦。相信祈禱及醫學。
- 金泰俊 饰演 昌珉，荣根公司僱用的的挖坟人。
- 朴正子 饰演 朴志龍的姑母，朴根賢的女兒。與女兒一家居於首爾。
- 崔文景 饰演 姑母的女儿，朴志龍的姑表姐。
- 朴止一 饰演 朴志龍的会计师兼随行秘书
- 殷秀 饰演 金研熙，金相德的女儿。在韓國科學技術院，念宇宙工學。即将与德国男友奉子成婚。
- 高春子[註 2] 饰演 花林的奶奶，附身在花林身上的守护神。
- 李宗九 饰演 保國寺住持
- 全镇基 饰演 朴根贤（特别出演）

朴志龍的祖父、朴钟纯的父亲。被葬於大凶之地近百年，而成為怨靈。
- 金敏俊（特别出演）
- 小山力也（声音特别出演）
- 李大衛 饰演 婚礼摄影师（声音特别出演）

## 制作
2021年6月，媒体报道崔岷植将出演导演張在現的超自然惊悚新片《破墓》（파묘），计划于该年秋天开拍。2022年下半年，媒体先后报道金高銀、李到晛、柳海真加盟该片，该片亦为发行商Showbox的超级IP作品之一。

### 创作
导演張在現制作该片的契机源自儿时的移葬见闻，为了调查资料，他与葬仪师、风水师、巫师一起工作了一年时间，亲身参与移葬的工作。尽管风水观念普遍被认为是迷信，張在現经过资料调查后认为其工作涉及地质学、民俗学、微生物学等方面的基础应用科学方法，每个风水师擅长的专业领域也不一样。对比前作《黑祭司們》以角色为主而叙事薄弱、《娑婆诃》叙事沉重而破坏角色，張在現试图保持该片叙事和角色的平衡。
張在現曾给该片取名为《韩国的木乃伊》（한국의 미이라），他认为“破墓”一词对观众而言不易理解，但在剧本创作期间他与朋友闲聊得知，“破墓”一词更直观、更具冲击力。

### 拍摄
主体拍摄于2022年10月开始进行，2023年3月杀青。该片大量拍摄采用实景和真实道具，尽量不使用摄影棚搭景拍摄和避免在后期制作中使用CG效果。

### 损益平衡点
据媒体报道，该片损益平衡点约为300万观影人次，Maxmovie报道为330万观影人次。

## 发行
电影于2024年2月16日在第74屆柏林影展首映，同年2月22日在韩国正式上映。发行版权销至133个国家和地区，分别于2024年2月23日在蒙古上映，2月28日在印度尼西亚上映，3月8日在台湾上映，3月14日在澳大利亚、新西兰、新加坡、马来西亚、文莱上映，3月15日在北美、英国、爱尔兰、越南上映，3月20日在菲律宾以及3月21日在泰国上映，此外香港、澳门、柬埔寨预计于4月中旬上映。2024年4月22日起在韩国提供IPTV与VOD点播服务。
《破墓》分别入选第48届香港国际电影节“星光盛宴”单元、第26届乌迪内远东电影节竞赛单元、第42届布鲁塞尔国际奇幻电影节国际竞赛单元以及第14届北京国际电影节“午夜场”单元。

### 评价
第74屆柏林影展“论坛单元”的首席排片人芭芭拉·武尔姆表示该片是展现丰富作品世界的韩国电影界的代表作，不仅导演張在現的执导能力惊人，片中演员们的表演亦同样出色。韩国电影周刊《Cine21》共有13位影评人为该片打分，均分7.15/10分；反映韩国CGV院线购票观众满意度的金蛋指数维持在95%。
电影被部分媒体和观众称为“抗日驱魔电影”，因片中部分设定让人联想起韩国的抗日运动，譬如片中迁葬祖坟过程中经历的灵异事件与日本帝国强占时期的“铁桩子传说”相似、四位主角的名字分别巧合地与韩国独立运动人士金尚德、高永根、李华林和尹奉吉近似，金善映与金智安的角色名也分别近似吴光心和朴慈惠。导演張在現在该片宣传采访中曾表示，韩国被外国势力欺凌的历史及其渣滓虽已腐败，但影响仍在，他希望对此“破墓”以拔除过去对韩国人造成的伤痛和恐惧；片方对于角色取名缘由不予置评。

### 票房

#### 韩国
在韩国上映首日获得超过33万观影人次的票房成绩，超过2023年票房冠军《首尔之春》的首日票房约10万人次，夺得单日票房冠军并创下当时2024年韩国最高的开画票房成绩；上映第7日累计观影人次突破损益平衡点且连续7日蝉联单日票房冠军。上映11日累计观影人次超过600万，第二个周末票房成绩233万余人次不仅蝉联周末票房冠军，同时也高于第一个周末的196万余人次，其中三一节当日票房85万1,597人次刷新自身创下的当时2024年最高单日票房纪录。
《破墓》是2024年韩国电影市场第一部达到400万、500万、600万观影人次的影片。上映32天累计观影人次突破1,000万，成为2024年韩国第一部、本土电影影史第23部千万电影，也创下韩国灵异片的最高票房纪录且是首部获得千万票房的灵异片；另外该片也是导演張在現、金高银、李到晛的首部千万票房电影，崔岷植继《鳴梁：怒海交鋒》后的第二部、柳海真继《我只是個計程車司機》《辣手警探》《王的男人》后的第四部。直至《网军部队》上映，《破墓》连续34日蝉联单日票房冠军。
《破墓》连续7周稳居周末票房冠军，至4月13日累计观影人次达1,156万9,310名，超越《釜山行》位居韩国票房影史第16位。

#### 其他
在印度尼西亚上映仅20天吸引了约180万观众，成为当地最卖座的韩国影片；在越南上映以66万美元超过《6/45》创下当地韩国电影最高开画记录，上映17天后累计观众人次约223万，创下韩国电影在当地的观影人次新高；在台湾上映仅一周便获得2884万新台币的票房收入。在澳大利亚上映后超过《屍速列車》位居当地历年韩国电影票房榜第2位；在泰国上映当周夺得一周票房冠军，并创下了历年韩国电影票房第3位的纪录。
| 上一届： 《旺卡》 | 2024年韓國週末票房冠軍 第8-14週 | 下一届： 《功夫熊貓4》 |

## 奖项荣誉
| 年份 | 颁奖礼                     | 奖项                    | 入围者             | 结果 | 参考          |
| ---- | -------------------------- | ----------------------- | ------------------ | ---- | ------------- |
| 2024 | 第60届百想艺术大奖         | 电影部门 最佳影片       | 《破墓》           | 提名 | [ 54 ]        |
| 2024 | 第60届百想艺术大奖         | 电影部门 最佳导演       | 張在現             | 獲獎 | [ 54 ]        |
| 2024 | 第60届百想艺术大奖         | 电影部门 最佳剧本       | 張在現             | 提名 | [ 54 ]        |
| 2024 | 第60届百想艺术大奖         | 电影部门 最佳男主角     | 崔岷植             | 提名 | [ 54 ]        |
| 2024 | 第60届百想艺术大奖         | 电影部门 最佳女主角     | 金高銀             | 獲獎 | [ 54 ]        |
| 2024 | 第60届百想艺术大奖         | 电影部门 最佳男配角     | 柳海真             | 提名 | [ 54 ]        |
| 2024 | 第60届百想艺术大奖         | 电影部门 最佳新人男演员 | 李到晛             | 獲獎 | [ 54 ]        |
| 2024 | 第60届百想艺术大奖         | 电影部门 艺术奖         | 金秉仁（音响设计） | 獲獎 | [ 54 ]        |
| 2024 | 第33屆釜日電影獎           | 最佳電影                | 《破墓》           | 提名 |               |
| 2024 | 第33屆釜日電影獎           | 最佳導演                | 張在現             | 提名 |               |
| 2024 | 第33屆釜日電影獎           | 最佳劇本                | 張在現             | 提名 |               |
| 2024 | 第33屆釜日電影獎           | 俞賢穆電影藝術獎        | 張在現             | 獲獎 |               |
| 2024 | 第33屆釜日電影獎           | 最佳女主角              | 金高銀             | 提名 |               |
| 2024 | 第33屆釜日電影獎           | 最佳男配角              | 柳海真             | 提名 |               |
| 2024 | 第33屆釜日電影獎           | 最佳新人男演員          | 李到晛             | 提名 |               |
| 2024 | 第33屆釜日電影獎           | 最佳配樂                | 金泰星             | 提名 |               |
| 2024 | 第33屆釜日電影獎           | 最佳美術／技術          | 徐成卿 (美術)      | 提名 |               |
| 2024 | 第57届錫切斯電影節         | 竞赛单元评审团特别提及  | 《破墓》           | 獲獎 | [ 55 ]        |
| 2024 | 第44届韩国电影评论家协会奖 | 最佳新人男演员          | 李到晛             | 獲獎 |               |
| 2024 | 第44届韩国电影评论家协会奖 | 十佳电影                | 《破墓》           | 獲獎 |               |
| 2024 | 第44届黄金摄影奖           | 最佳作品                | 《破墓》           | 獲獎 | [ 56 ]        |
| 2024 | 第45屆青龍電影獎           | 最佳电影                | 《破墓》           | 提名 |               |
| 2024 | 第45屆青龍電影獎           | 最佳導演                | 張在現             | 獲獎 |               |
| 2024 | 第45屆青龍電影獎           | 最佳劇本                | 張在現             | 提名 |               |
| 2024 | 第45屆青龍電影獎           | 最佳男主角              | 崔岷植             | 提名 |               |
| 2024 | 第45屆青龍電影獎           | 最佳女主角              | 金高銀             | 獲獎 |               |
| 2024 | 第45屆青龍電影獎           | 最佳男配角              | 柳海真             | 提名 |               |
| 2024 | 第45屆青龍電影獎           | 最佳新人男演員          | 李到晛             | 提名 |               |
| 2024 | 第45屆青龍電影獎           | 最佳攝影照明            | 李模介、李成煥     | 獲獎 |               |
| 2024 | 第45屆青龍電影獎           | 最佳音樂                | 金泰星             | 提名 |               |
| 2024 | 第45屆青龍電影獎           | 最佳美術                | 徐成卿             | 獲獎 |               |
| 2024 | 第45屆青龍電影獎           | 最佳剪輯                | 鄭秉鎮             | 提名 |               |
| 2024 | 第45屆青龍電影獎           | 最佳技術                | 李銀珠（化妝）     | 提名 |               |
| 2024 | 第25届釜山电影评论家协会奖 | 最佳男演员              | 崔岷植             | 獲獎 | [ 57 ]        |
| 2024 | 第11届韩国电影制作人协会奖 | 最佳剧本                | 张在现             | 獲獎 |               |
| 2024 | 第11届韩国电影制作人协会奖 | 最佳女主角              | 金高银             | 獲獎 |               |
| 2024 | 第11届韩国电影制作人协会奖 | 最佳摄影                | 李模介             | 獲獎 |               |
| 2024 | 第11届韩国电影制作人协会奖 | 最佳照明                | 李成焕             | 獲獎 |               |
| 2024 | 第11届韩国电影制作人协会奖 | 最佳美术                | 徐成卿             | 獲獎 |               |
| 2024 | 第11届韩国电影制作人协会奖 | 最佳音响设计            | 金秉仁             | 獲獎 |               |
| 2024 | 2024首尔国际电影大奖       | 最佳男配角              | 金宰澈             | 獲獎 | [ 58 ]        |
| 2024 | 年度女性电影人奖           | 最佳表演                | 金高银             | 獲獎 | [ 59 ]        |
| 2024 | 年度女性电影人奖           | 最佳宣传营销            | S·CON有限公司      | 獲獎 | [ 59 ]        |
| 2025 | 第18届亚洲电影大奖         | 最佳电影                | 《破墓》           | 提名 | [ 60 ]        |
| 2025 | 第18届亚洲电影大奖         | 最佳导演                | 張在現             | 提名 | [ 60 ]        |
| 2025 | 第18届亚洲电影大奖         | 最佳编剧                | 張在現             | 提名 | [ 60 ]        |
| 2025 | 第18届亚洲电影大奖         | 最佳男主角              | 崔岷植             | 提名 | [ 60 ]        |
| 2025 | 第18届亚洲电影大奖         | 最佳女主角              | 金高银             | 提名 | [ 60 ]        |
| 2025 | 第18届亚洲电影大奖         | 最佳新演员              | 李到晛             | 提名 | [ 60 ]        |
| 2025 | 第18届亚洲电影大奖         | 最佳美术指导            | 徐成卿             | 提名 | [ 60 ]        |
| 2025 | 第18届亚洲电影大奖         | 最佳原创音乐            | 金泰星             | 提名 | [ 60 ]        |
| 2025 | 第18届亚洲电影大奖         | 最佳视觉效果            | 金信哲、孙承铉     | 獲獎 | [ 60 ]        |
| 2025 | 第18届亚洲电影大奖         | 最佳音响                | 金秉仁             | 提名 | [ 60 ]        |
| 2025 | 第18届亚洲电影大奖         | 最佳造型设计            | 崔允铣             | 獲獎 | [ 60 ]        |
| 2025 | 第23届导演选择奖           | 最佳导演                | 张在现             | 獲獎 | [ 61 ] [ 62 ] |
| 2025 | 第23届导演选择奖           | 最佳剧本                | 张在现             | 獲獎 | [ 61 ] [ 62 ] |
| 2025 | 第23届导演选择奖           | 最佳女演员              | 金高银             | 獲獎 | [ 61 ] [ 62 ] |
| 2025 | 第23届导演选择奖           | 最佳男演员              | 崔岷植             | 提名 | [ 61 ] [ 62 ] |
| 2025 | 第23届导演选择奖           | 最佳新晋女演员          | 金智安             | 提名 | [ 61 ] [ 62 ] |
| 2025 | 第23届导演选择奖           | 最佳新晋男演员          | 李到晛             | 獲獎 | [ 61 ] [ 62 ] |